# Gori-Gori, el fantasma loco
Gori-gori, el fantasma loco, rebautizada como El habitante del viejo Castillo de Mockery, fue una serie de historietas desarrollada por Nin a partir de 1956 para la revista "Jaimito" de la Editorial Valenciana. 
Como el resto de los personajes sobrenaturales de la Escuela Valenciana (Don Camorra, Gedeón y el genio Eustaquio, Invisible Man), es un desgraciado.

## Trayectoria editorial
El propio Nin explicó en una entrevista concedida en 1993 a Manuel Darias el origen del personaje:

¡¡Gori-goriiiiii!! era la voz de amedrento que emitía una niña en la oscuridad de su escalera, para que saliéramos de allí los niños que nos escondíamos jugando. Aquella expresión me quedó grabada y fue el nombre que impuse al fantasma que se me ocurrió hacer, años después, para un semanario llamado Jaimito donde se tuvo a bien publicar.

Posteriormente hubo de cambiar el título de la serie ante las presiones del sacerdote Jesús María Vázquez, Secretario General de la Comisión de Información y Publicaciones Infantiles y Juveniles, quien aducía que los fantasmas no existían.

## Valoración
En opinión del investigador Juan Antonio Ramírez, Gori-gori, el fantasma loco mostraba una mayor inspiración que el resto de las series de Nin para "Jaimito", como Don Espino el buen vecino, Paco el centauro y Monín y sus muchachos. Su humor blando y ligeramente absurdo, así como su dibujo realista la hacen perfectamente apta para el público infantil.